# Ferrocarril de Cerro Gordo
El Ferrocarril de Cerro Gordo, también conocido como Ferrocarril de Challacollo a Cerro Gordo, era una línea ferroviaria chilena existente en el Desierto de Atacama, en la actual Región de Tarapacá.

## Historia
El 2 de mayo de 1896 un decreto autorizó a Sotomayor, Carrasco y Cía. (miembros de la «Compañía Minera y Beneficiadora de Cerro Gordo») a construir una línea de ferrocarril de trocha angosta (762 mm) junto con un «ferrocarril aéreo» —mediante un andarivel— desde las minas de Challacollo al sector de Cerro Gordo, ubicado unos 20 km al noroeste. Tuvo un costo total de 400 000 pesos de la época.
Los planos fueron aprobados mediante otro decreto del 22 de agosto del mismo año, y en febrero de 1897 la línea fue inaugurada, mientras que en mayo del mismo año fue inaugurado el andarivel. El 30 de septiembre de 1898 un nuevo decreto autorizó a la compañía para extender la línea hasta el sector de la estación La Granja perteneciente al Ferrocarril Salitrero de Tarapacá. Posteriormente, con la construcción del ferrocarril Longitudinal Norte, se construyó una estación en el sector que permitía conectar con el ferrocarril hacia las minas de Challacollo.
El ferrocarril fue abandonado en 1905 según Wilfrid Simms, debido al agotamiento de las vetas de plata de alta ley en Challacollo; Álvaro Titus reporta en 1909 que el ferrocarril se encontraba abandonado y solo contaba con 25 carros de carga, mientras que Santiago Marín Vicuña en 1916 indica que la línea se encontraba detenida en sus actividades. William Rodney Long en 1930 señala que el ferrocarril ya se encontraba abandonado desde hace algunos años.
Posterior a su cierre a inicios del siglo XX Gildemeister, propietario de las minas de Challacollo, reabrió de manera esporádica el ferrocarril junto con los yacimientos mineros hasta 1931, año en el cual fue abandonado definitivamente. Las vías fueron levantadas alrededor de 1940.

## Trazado
El Ferrocarril de Cerro Gordo poseía una longitud total de 36 km, de las cuales 20,6 km correspondían a la recta que cruzaba la pampa del Tamarugal y comunicaba Cerro Gordo con la estación Tamarugal, ubicada en la base de las minas de Challacollo, con las cuales se conectaba mediante un andarivel de 3,35 km de largo y ascendiendo 391,8 m. En el trazado férreo la gradiente máxima era de 1,2% y el radio mínimo de sus curvas era de 60 metros.

## Material rodante
Santiago Marín Vicuña señala en su obra Los ferrocarriles de Chile que el material rodante del Ferrocarril de Cerro Gordo estaba compuesto por 2 locomotoras, un carro de pasajeros y 42 carros de carga.